# Johan Öberg den äldre
Johan Öberg den äldre, född omkring 1723, död 14 september 1779 i Stockholm. Han var en instrumentmakare i Stockholm och tillverkade både stråkinstrument och knäppinstrument.

## Biografi
Öberg var elev till hovinstrumentmakaren Sven Beckman, Stockholm. Han fick privilegium 3 november 1758 att tillverka fioler och celli i Stockholm. Han drev från 1771/1776 en verkstad tillsammans med sonen Johan Öberg den yngre (1753-1781). Man kom senare att flytta verkstaden till Bollhusgränden i staden. Han dog den 14 september 1779 av vattusot och var då 59 år gammal. Hans begravning hölls av hovpredikanten Stare.

### Familj
Han var gift med Catharina som han fick en son tillsammans med 1753. Hon avled 1764. Familjen bodde på Baggensgatan i Gamla stan. 1779 arbetade Johan Jerner som gesäll, Daniel Wickström som lärling och Johan Erich Stenberg som dräng.

## Medarbetare
Från 1762 hade han flera medarbetare i sin verkstad. Han utbildade både sonen Johan Öberg den yngre och gesällen Eric Sandberg i instrumentmakeri.

## Instrument
Han var förutom Sven Beckman, den skickligaste fiolbyggaren i Sverige under frihetstiden. Öberg byggde både stråkinstrument (fiol altfiol, cello och kontrabas) och knäppinstrument (halscittror och harpor). Mathias Petter Kraft kom att ta inspiration från hans halscittrorna och utifrån dessa tillverka den svenska lutan. Öberg hade goda vitsord från kollegor om sina tillverkade fioler. Hans instrument har influenser från Jacob Steiners instrument från 1600-talet. Som material använder Öberg bland annat Haselfichte (en genetisk variant av gran, Picea Abies) ett alpträ till sina fiollock.
Öberg tillverkade från sitt privilegium till död minst 277 fioler, 16 altfioler, omkring 100 celli och många knäppinstrument.
| År   | Instrument                                     | Värde (summa) |
| ---- | ---------------------------------------------- | ------------- |
| 1761 | Fioler och cello                               | 749           |
| 1762 | Fioler                                         | 1235          |
| 1763 | 1 harp, 29 fioler och 4 cello                  | 1199          |
| 1766 | 4 fioler och 2 cello                           | 240           |
| 1767 | Instrument                                     | 703,11        |
| 1768 | 10 fioler och 3 cello                          | 458           |
| 1769 | 15 fioler, 3 cello och 2 harpor                | 526           |
| 1770 | 5 cittror, 9 fioler och 3 cello                | 807           |
| 1771 | 18 fioler och 4 cello                          | 1037          |
| 1772 | 12 fioler, 4 cello och 1 cittra                | 717           |
| 1773 | 6 fioler, 8 cello och 2 cittror                | 1283          |
| 1774 | 11 fioler, 4 cello, 9 cittror och 1 harpa      | 1613          |
| 1775 |                                                |               |
| 1776 | 15 fioler, 1 cello, 11 cittror och 1 kontrabas | 1700          |
| 1777 | 8 fioler, 10 cittror och 1 harpa               | 144           |

### Bevarade instrument
- Cello från 1757 som har både Beckmans och Öbergs namnunderskrift.